# 성복초등학교
성복초등학교는 대한민국 경기도 용인시 수지구에 있는 공립 초등학교이다.

## 학교 연혁
- 성복초등학교 연혁(20.10.05수정)

| 2001. 03. 01 | 개교(12학급 남:68명, 여:60명 계:128명) |
| 2001. 03. 01 | 초대 김원호 교장 취임 |
| 2002. 02. 20 | 제1회 졸업식 (남:26명, 여:22명 계:48명) |
| 2002. 03. 01 | 병설유치원 개원(1학급 남:12명, 여:9명 계:21명) |
| 2002. 03. 31 | 교육활동 유공학교 교육감 표창 |
| 2003. 02. 15 | 제2회 졸업식 (남:49명, 여:40명 계:89명, 총 졸업생:137명) |
| 2003. 03. 07 | 18 학급 편성 |
| 2003. 12. 19 | 「아름다운 경기학교」로 선정 |
| 2003. 12. 31 | 으뜸 경기교육 구현 유공학교로 교육감 표창 |
| 2004. 02. 13 | 제3회 졸업식 (남:46명 여:54명 계:100명, 총 졸업생:137명) |
| 2004. 11. 03 | 경기도 교육청지정 특기·적성교육 시범학교 운영 보고회 개최 |
| 2005. 02. 18 | 제4회 졸업식 (남:73명 여:52명 계:125명, 총 졸업생:362명) |
| 2005. 03. 01 | 교육인적자원부 지정 교육과정 정책 연구학교로 지정 |
| 2005. 10. 12 | 교육인적자원부 지정 교육과정 정책 연구학교 운영보고회 개최 |
| 2005. 11. 08 | 미국샌프란시스코릴리엔탈초등학교와 자매결연체결 |
| 2006. 02. 17 | 제5회 졸업식 (남:72명 여:63명 계:135명, 총 졸업생:497명) |
| 2006. 03. 01 | 22학급 편성 |
| 2006. 07. 11 | 교육인적자원부 지정 교육과정 정책 연구학교 전국 공개보고 |
| 2006. 11. 03 | 교육인적자원부 교육과정 정책 연구학교 경기도 공개보고 |
| 2007. 02. 15 | 제6회 졸업식 (남:56명 여:70명 계:126명, 총 졸업생:623명) |
| 2007 .03. 01 | 25학급 편성 |
| 2007 .12. 24 | 전국100대 교육과정 최우수 학교 교육인적자원부 장관 표창 |
| 2008. 02. 16 | 제7회 졸업식 (남:76명 여:65명 계:141명, 총 졸업생:764명) |
| 2008. 03. 01 | 25학급 편성 |
| 2008. 03. 02 | 도서관 이전 및 리모델링 |
| 2008. 05. 10 | 제 2 컴퓨터실 설치 |
| 2008. 12. 01 | 과학실 시설 현대화 |
| 2008. 05. 15 | 2008명품학교 경영 교육장 표창 |
| 2009. 02. 06 | 교무실, 보건실, 1층 복도 환경개선 |
| 2009. 02. 17 | 제8회 졸업식 (남:80명, 여:66명 계:148명, 총 졸업생 912명) |
| 2009. 03. 01 | 28학급 편성 |
| 2009. 08. 24 | 교실벽체철거 및 보수공사 |
| 2009. 11. 09 | 「종일돌봄교실」개원 |
| 2009. 12. 15 | 보건활동 우수교 교육장 표창 |
| 2010. 02. 11 | 제9회 졸업식(남:74명, 여:73명 계:147명, 총 졸업생 1,059명) |
| 2010. 03. 01 | 27학급 편성 |
| 2010. 06. 09 | 「2010 내가 만든 독서노래 발표대회」최우수상 표창 |
| 2010. 09. 01 | 제4대 고형환 교장 부임 |
| 2010. 12. 28 | 학교평가 우수교 표창 |
| 2011. 02. 19 | 제10회 졸업식(남:89명, 여:78명 계:167명, 총 졸업생 1,226명) |
| 2011. 03. 01 | 27학급 편성 |
| 2011. 06. 07 | 한국음악 기악합주부문 우수교 표창 |
| 2012. 02. 18 | 제11회 졸업식(남:64명, 여:69명 계:133명, 총 졸업생 1,359명) |
| 2012. 03. 01 | 28학급 편성 |
| 2012. 05. 11 | 경기도 청소년국악경연대회 초등부 단체 은상 |
| 2013. 02. 06 | 에너지 절약 및 녹색생활 실천[경기도그린스쿨] 학교인증 |
| 2013. 02. 18 | 제12회 졸업식(남:92명, 여:86명 계:178명, 총 졸업생 1,537명) |
| 2013. 03. 01 | 27학급 편성 |
| 2014. 02. 18 | 제13회 졸업식(남:53명, 여:66명 계:119명, 총 졸업생 1,656명) |
| 2014. 03. 01 | 제5대 정재일 교장 부임 |
| 2014. 03. 01 | 28학급 편성 |
| 2014. 03. 01 | 경기도교육청오후돌봄교실지정(2학급) |
| 2014. 08. 13 | 병설유치원 조합놀이대 1종 교체 |
| 2014. 08. 18 | 시설보수개선및 확충사업(발전기금) - 본관2층 교무실.후관3층 미술실 벽면설치, 4층 교담실 벽면이동 설치및 복도 여닫이 문 설치, 5층 다용도실및 음악실 억세스 플로워 바닥 보수 |
| 2014. 09. 18 | 운동장 시소, 철봉, 그네, 정글짐, 미끄럼틀 교체 |
| 2015. 01. 30 | 어학실 출입문 강화도어 설치, 후관 3,4,5층 교실 여닫이문 미닫이로 전면 교체                                                                                                |
| 2015. 02. 13 | 제14회 졸업식(남:72명, 여:58명 계:130명, 총 졸업생 1,786명) |
| 2015. 03. 01 | 30학급 편성 |
| 2015. 03. 01 | 혁신공감학교 |
| 2015. 03. 01 | 경기도교육청 지정 오후돌봄교실(2학급) |
| 2015. 04. 23 | 본관과 후관 외부 연결통로 차양막 설치 |
| 2015. 06. 03 | 작가와의 만남 행사 (6/3, 6/17, 7/1 총3회 전학년 신청자 대상) |
| 2015. 06. 17 | 운동장 배수로공사 시공 완료 |
| 2016. 02. 19 | 제15회 졸업식(남:73명, 여:79명 계:152명, 총 졸업생 1,938명) |
| 2016. 03. 01 | 30학급 편성 |
| 2017. 02. 17 | 제16회 졸업식(남:81명, 여:78명 계:159명, 총 졸업생 2,097명) |
| 2018. 02. 13 | 제17회 졸업식(남:52명, 여:67명 계:119명, 총 졸업생 2,216명) |
| 2018. 10. 01 | 디지털교과서 선도학교 지정 |
| 2019. 01. 08 | 제18회 졸업식(남:85명, 여:80명 계:165명, 총 졸업생 2,381명) |
| 2019. 03. 01 | 32학급 편성 |
| 2019. 09. 01 | 제6대 김태석 교장 부임 |
| 2020.01.03   | 제19회 졸업식(남:84명, 여:82명 계:166명, 총 졸업생 2,547명) |

## 참고 자료
- 성복초등학교 - 한국교육학술정보원 학교알리미